# Ostren
Ostren är en kommundel och tidigare kommun i Albanien.  Den ligger i Bulqizë kommun i  Dibrër prefektur i den nordöstra delen av landet, 50 km öster om huvudstaden Tirana.
Trakten runt Ostren består till största delen av jordbruksmark.  Runt Ostren är det ganska tätbefolkat, med 75 invånare per kvadratkilometer.